# 临淄站
临淄站，位于中华人民共和国山东省淄博市临淄区，是胶济铁路、辛泰铁路、胶济客运专线上的火车站，建于1903年，2007年7月28日由于胶济客运专线改造，暂停客运业务，进行扩建。由济南局集团管辖。

## 歷史
- 建于1903年。

## 車站周邊
- 淄博齐鲁大酒店
- 新华书店齐城路店
- 中国工商银行临淄车站支行
- 中国农业银行牛山路办事处
- 国美电器牛山路店
- 临淄区交通运输局
- 中国农业银行淄博齐城路支行
- 如家酒店淄博临淄火车站店
- 青年·都市迷你酒店牛山路店

## 外部連結
- 中国铁路客户服务中心（页面存档备份，存于）